# Borek (kraj pardubicki)
Borek – wieś i gmina w Czechach, w powiecie Pardubice, w kraju pardubickim.
1 stycznia 2017 gminę zamieszkiwało 265 osób, a ich średni wiek wynosił 42,2 roku.